# شلدون ملدوف
شلدون «شلی» مولداف (‎/ˈmoʊldɒf/‎؛به انگلیسی: Sheldon Moldoff؛ ۱۴ آوریل ۱۹۲۰ - ۲۹ فوریه ۲۰۱۲) یک نویسنده، کاریکاتوریست آمریکایی بود. شهرت او به دلیل خلق شخصیت‌هایی برای دی‌سی کامیکس همچون پویزن آیوی، بت مایت، مستر فریز، کلی‌فیس و بت وومن است. از شخصیت های کمتر شناخته شده او می‌توان به پولکا دات من و زبرا من و کلندر من اشاره کرد.